# Angola en los Juegos Paralímpicos de Río de Janeiro 2016
Angola estuvo representada en los Juegos Paralímpicos de Río de Janeiro 2016 por cuatro deportistas, dos hombres y dos mujeres. El equipo paralímpico angoleño no obtuvo ninguna medalla en estos Juegos.